# Karl von Holtei

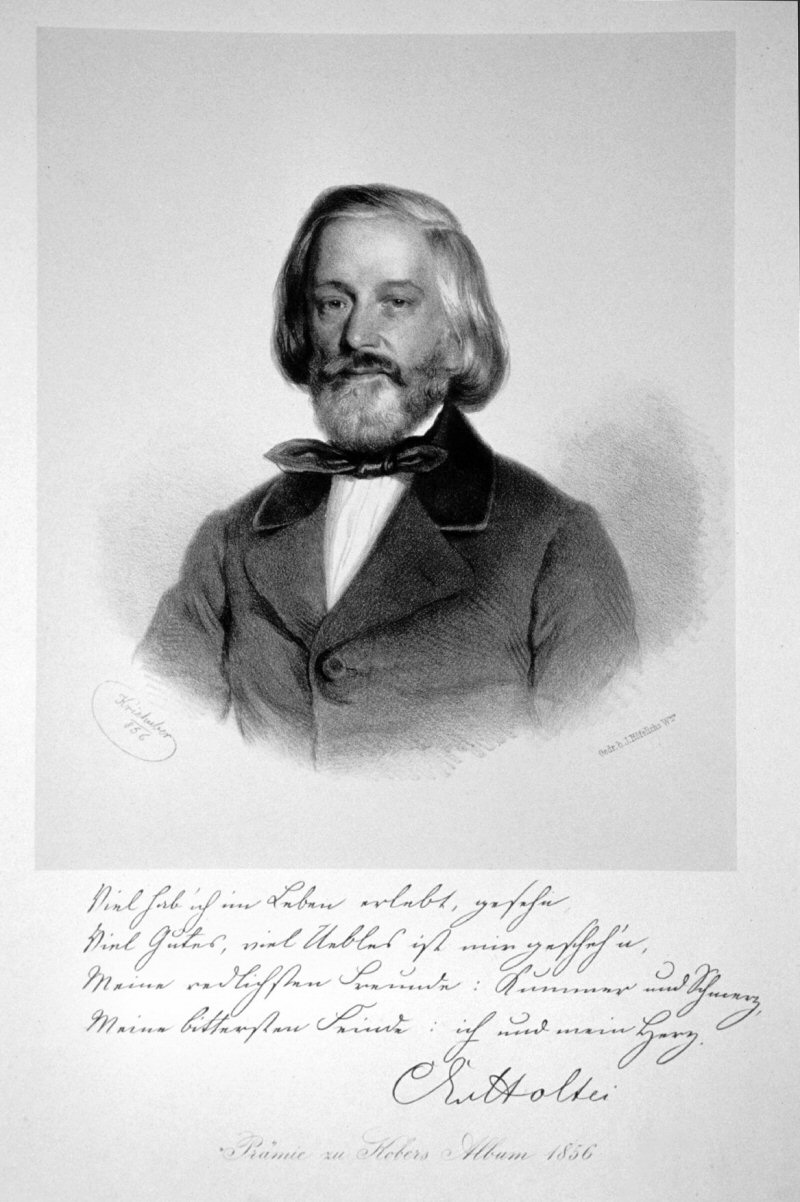
En una litografía de Josef Kriehuber.

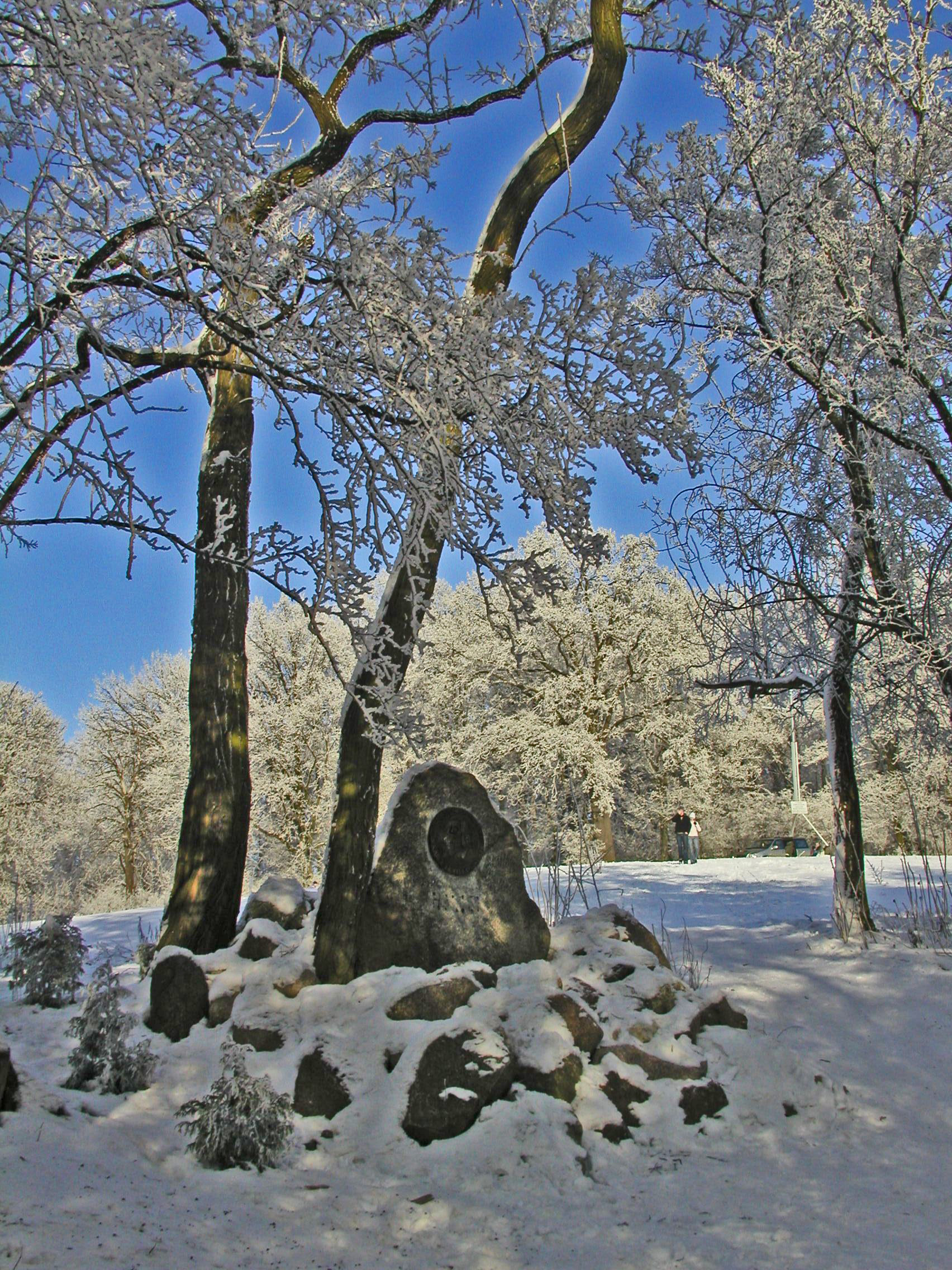
Monumento

Karl Eduard von Holtei (Breslau, 24 de enero de 1798 - Wrocławⓘ, 12 de febrero de 1880) fue un escritor y actor silesio.

## Primeros años
Karl von Holtei nace en una familia evangélica originaria de Curlandia. Sus padres eran el oficial de húsares Karl von Holtei y su esposa Wilhelmine, de soltera Kessel. Dado que su madre murió poco después de su nacimiento quedó al cuidado de la tía, la baronesa von Arnold. Asiste primero al Gymnasium Friedrichs, y luego al Maria-Magdalenen-Gymnasium en su ciudad natal y participa en 1815 como voluntario en la campaña militar en la Koalitionskriege. Luego de la vuelta hace el bachillerato y estudia leyes en la Universidad de Breslavia. Desde joven participa Holtei como actor, dramaturgo, director e intérprete de poesía.

## Gorzanów
Junto con Karl Seydelmann comienza en 1816 su carrera actoral en el Schlosstheater de Baron Johann Hieronymus von Herberstein en la ciudad de Gorzanów en el Grafschaft Glatz. Allí conoce a la cantante Louise Rogée, que esposa en 1821 y que luego de cuatro años de matrimonio muere. El viudo se preocupa de una hija y un hijo. El hijo muere a los 16 en la ciudad, la hija se casó con un abogado tempranamente -con Dr. Josef Potpeschnigg- trasladándose a Graz en Steiermark.
Dirige doce temporadas teatrales del Schlosstheaters. Escribe también su primera poesía en dialecto silesio y toma conocimiento con los originales de Kaplan Georg Seipel, que como „Pater Jörgel“ en la novela „Christian Lammfell“ da un reconocimiento literario. 1826–1827 acompaña al Barón Herberstein a París. Su obra 33 Minuten in Grünberg, Die Majoratsherren y Der Russe in Deutschland fueron ensayadas en Gorzanow (alemán Grafenort). Por motivos desconocidos deja Holtei en 1843 esta ciudad, que consideraba su segunda casa.

## Poesía ensilesio
Heem will ihch
Mihch han se ooch schund manchmal da und durten
gar sihr traktiert und han mer Gutt's getan,
bei Fürschten und Herzogen und bei Grawen,
scheene Frauvölker und gelehrte Herrn,
in grußen Städten und uf hochen Schlössern,
in fremden Landen aber suste wu, dass ihch eegen schaamzen, weil
ihch's ihm nich wert bihn! – Nu's gefiel mir schund, o ja! –
Im besten Freu'n, im allergrüßten Teebse,
liß sihch doch immerzu de Sehnsucht spieren.
Nach wahs? – Nu globt mersch, ader globt mersch nich:
nach meinem kleenen Haus in Obernigk samt seinem Schindeldächel
und a Tannen,
die vur der Türe stihn, däm bissel Gaarten,
däm Taubenschlage und där grünen Laube!
Wie schilgemol, - du weeßt's mei lieber Gott –
hab ihch geseufzt und seufz' ich hinte noch:
Heem will ihch, suste weiter nischt, ock heem!